# Demis Roussos
Artémios "Demis" Ventouris-Roussos (em grego Αρτέμιος "Ντέμης" Βεντούρης-Ρούσσος; Alexandria, 15 de junho de 1946 – Atenas, 25 de janeiro de 2015) foi um cantor grego nascido no Egipto. 

## Biografia
Artémios Ventouris-Roussos, conhecido como Demis Roussos, era o filho mais velho do casal George e Olga. Nasceu em Alexandria do Egito no contexto da diáspora grega naquele país. O mesmo ocorreu com seu irmão Costas Roussos, três anos mais novo que Demis. Seu pai, George (Giórgos) Roussos, era guitarrista clássico e engenheiro, e sua mãe, Olga (1923–2019), participou, junto ao marido, de um grupo teatral amador grego em Alexandria (havia três desses grupos na comunidade grega).
Contudo, devido à Crise do Canal do Suez e ao exacerbamento do nacionalismo egípcio, sua família teve de deixar o Egito no contexto do êxodo de estrangeiros do Egito e transferir-se para a Grécia. Embora tanto o casal George e Olga como seus filhos Artemios e Costas tivessem nascido no Egito, durante a Crise do Suez as pessoas que desejassem permanecer no Egito deveriam renunciar à pátria de seus ascendentes e assumir a nacionalidade egípcia. George Roussos, contudo, decidiu manter a si e a sua família o registro como cidadãos gregos, por isso teve que deixar o Egito.
Demis tinha quinze anos quando deixou Alexandria e foi morar com a família em Atenas. Levava consigo o amor pela música árabe, e já falava três línguas: grego, árabe, francês e inglês. Também era apaixonado por jazz e tocava trompete, violão e bouzouki, instrumento de três cordas de origem grega.

### Início da vida artística
Em Atenas, seu pai não encontrou a mesma abertura que tinha profissionalmente em Alexandria. A família passaria a enfrentar dificuldades financeiras, obrigando George a viajar constantemente para buscar trabalho onde havia. Em meio a esse contexto, Demis encontraria uma forma de ajudar a família com as despesas da casa, tocando trompete em casas de dança.
Em 1964, Demis Roussos entrou na formação de uma banda, chamada "Beatniks". É interessante registrar que também era membro dessa banda o baterista Lucas Sideras, que em 1968 também integrava o grupo "Aphrodite's Child", que tornou internacional o nome de seu vocalista Demis Roussos, como veremos adiante. Para integrar os "Beatniks", Demis aprendeu a tocar baixo e guitarra, porque trompete não era um instrumento que se adequava ao estilo da banda. Mas era apenas instrumentista.
Ainda em 1964, Demis deixaria os "Beatniks" e os companheiros daquela banda para se juntar ao seu primo Jo Michat na banda "The Idols". Era, ainda, instrumentista, tocando baixo e guitarra. Apenas ocasionalmente teria cantado algumas músicas, sendo Jo Michat o vocalista oficial da banda.
Em 1966, Demis novamente mudaria de banda, passando um breve período com os "Minis", de que também fazia parte o baterista Lucas Sideras. Com os "Minis" Demis ampliaria sua participações como vocalista. E, a partir de 1966 a 1967, já com os "We Five", a voz de Demis Roussos passaria a ser cada vez mais ouvida nas gravações e apresentações daquele grupo. Chegaria a gravar alguns dos sucessos internacionais da época, como "The House of the Rising Sun" e "When a Man Loves a Woman".
Em 1967, Lucas Sideras, que tinha forte amizade com o músico Vangelis Papathanassiou desde a infância de ambos, levou Demis Roussos para conhecer o amigo. Esse encontro na casa dos pais de Vangelis foi fundamental para que os três músicos decidissem deixar a Grécia e partir em busca do sucesso internacional. Nessa época, apesar de bastante jovem, Vangelis já tinha larga experiência como músico, tendo participado da banda "The Phorminx". Demis e Lucas também já tinham participado de alguns grupos e alcançado relativo sucesso na Grécia. Mas, naquela época, o que se tocava naquele país eram interpretações de sucessos internacionais. O que Vangelis, Demis e Lucas pretendiam era produzir suas próprias canções, aliando o estilo e os instrumentos gregos à música pop.
Assim, a partir do verão de 1967, Demis Roussos deixaria a banda "We Five" e começaria a participar de alguns projetos com Vangelis, que também havia deixado os "Phorminx", com o objetivo de arrecadarem dinheiro para financiar viagem e hospedagem na Inglaterra, onde pretendiam iniciar a carreira internacional. Finalmente, em 1968, Demis e Lucas Sideras viajariam de trem para a Inglaterra. Vangelis os seguiria posteriormente, após resolver algumas pendências em Atenas.

### Demis Roussos, vocalista da banda "Aphrodite's Child"
Na verdade, quando deixaram a Grécia, os músicos já tinham produzido um demo com três músicas "The Glass is no Green", "Plastic Nevermore" e "The Other People", e tinham a promessa de um produtor da Phonogram de que os apresentaria aos administradores daquela empresa fonográfica em Londres. Entretanto, quando Demis e Lucas chegaram à Inglaterra, tiveram seus vistos de entrada bloqueados pela alfândega, que os teria identificado como músicos. Naquela época, muitos jovens tinham os mesmos planos que eles, e a Inglaterra vinha dificultando seu ingresso no país. Restou aos dois irem para Paris, França, onde chegaram em abril de 1968. Obviamente eles contataram Vangelis e o produtor da Phonogram. Assim, os três acabariam se fixando em Paris, onde finalmente conseguiriam uma entrevista com o produtor da Phonogram na França, que acabou fechando um contrato com a banda, que seria batizada como "Aphrodite's Child", sob sugestão do músico Boris Bergman.
Considerada uma das maiores bandas de rock progressivo, Aphrodite's Child se tornou um record de vendas a partir do primeiro álbum que viriam a gravar, trazendo a música "Rain and Tears", que se tornaria quase um hino da população jovem da França, no auge da Revolução de Maio de 1968. Conforme o próprio Demis Roussos explicaria em diversas entrevistas, uma das razões do sucesso de "Rain and Tears" foi a associação que os jovens fizeram entre a letra da música e as bombas de gás lacrimogênio que eram lançadas contra os estudantes, durante a Revolução de Maio de 1968, na França, cujo efeito é justamente a provocação de lágrimas. A música acabaria se tornando também uma das mais tocadas na Inglaterra e na América do Sul.
A bela e singular voz de Demis Roussos aliada à capacidade musical de Vangelis garantiriam outros enormes sucessos mundiais para a banda "Aphrodite's Child", tais como "End of the world", "It's Five O'Clock" e "Spring, Summer, Winter and Fall". Apesar do sucesso alcançado em cada um dos poucos álbuns que a banda lançou, no curto período de sua existência, o grupo se desfez em 1971, antes do controverso álbum 666 (The Apocalypse of St. John, 13/18) ser lançado no ano seguinte.
O álbum fez com que a gravadora despendesse muito dinheiro, e o retorno não foi o esperado. As músicas eram bem diferentes daquelas que o público de "Aphrodite's Child" estava acostumado, embora o conteúdo desse álbum seja cultuado pelos bons entendedores de música e pelos fãs do rock progressivo. Hoje o álbum é considerado um clássico no gênero.
O insucesso do álbum 666 somou-se ao fato de que Vangelis Papathanassiou estava decidido a dar outro rumo à sua carreira, se voltando a produzir apenas em estúdio. Depois que Vangelis deixou de acompanhar a banda em suas turnês, Demis Roussos e Lucas Sideras continuaram a viajar com a banda por mais algum tempo, alternando a participação de outros instrumentistas, tais como Harris Chalkitis e Argiris Silver Koulouris. Mas em 1971 o nome "Aphrodite's Child" passou a enfraquecer e a banda se desfez.

### Demis Roussos, carreira solo
Após o rompimento da banda "Aphrodite's Child" sua gravadora decidiu investir no sucesso que a voz de Demis Roussos havia alcançado internacionalmente. Assim, em 1971, o cantor lança seu primeiro compacto simples solo, com destaque para a canção "We Shall Dance". Não foi um recomeço fácil, e, conforme contou Demis em várias de suas entrevistas, foi preciso muito empenho para fazer com que sua música chegasse às rádios.
Nessa época, Demis já havia se casado e sua primeira filha Emily tinha acabado de nascer. Demis viajaria em seu próprio carro com a família e seus cães de estimação para participar de Festivais de Canção, em toda a Europa. Seu trabalho foi recompensado, tendo "We Shall Dance" alcançado o topo das paradas de sucesso na Europa e América Latina.
Logo a seguir, Demis gravou o álbum "On the Greek Side of My Mind", que paralelamente ao compacto simples "We Shall Dance" viria a figurar entre os cinco discos mais vendidos em toda a Europa, inclusive a Escandinávia. "On the Greek Side of My Mind" permitiu que o cantor se reencontrasse com o estilo clássico de suas raízes, mesclando sons folclóricos da música mediterrânea ao ritmo da música pop. Assim, em 1971, Demis Roussos obtinha consagração como cantor solo.
O estilo único de Demis Roussos e as parcerias com compositores conterrâneos do cantor, como Lakis Vlavianos (Stelios Vlavianos) e Alec R. Costandinos rendeu vários sucessos internacionais como Forever And Ever, My Friend the Wind, Velvet Morning, My Reason; Goodbye, My Love, Goodbye; Someday, Somewhere e Lovely Lady of Arcadia. Muitas vezes Demis mantinha duas ou três músicas classificadas entre as dez melhores das paradas de sucesso.
Após o nascimento do filho, Cyril, em 1975, o cantor grego ficou os próximos oito anos fazendo tournés pelo mundo fora, juntamente com sua segunda esposa e o filho. No Brasil, conseguiu lotar o estádio Maracanã com capacidade para 150 000 pessoas, façanha apenas conseguida por Frank Sinatra. Foi citado no Livro de Recordes de Guinnes como personalidade de destaque do mundo do entretenimento musical das décadas de 70 e 80. Foi contemplado com mais de 100 discos de ouro, platina e diamante. Nos Estados Unidos, contudo, seu único álbum de real sucesso foi o LP "Demis", que lhe rendeu um Disco de Ouro.
Em 1981, Demis decidiu retirar-se dos palcos temporariamente e mudou-se com a família para um lugar onde não era conhecido, a saber, a Praia de Malibu, no Estado da Califórnia (EUA). Emagreceu então 54 quilos e decidiu aproveitar a vida viajando pelo mundo. Depois de algum tempo, ainda no estilo de vida pacata, mudou-se dos EUA e, com seu filho Cyril, passou a alternar residência entre a Inglaterra e a Grécia.
Em 14 de junho de 1985 ocorreu um fato que Demis considerou como um separador de águas na sua vida: juntamente com sua terceira esposa, o avião da TWA no qual viajavam de Atenas a Roma foi sequestrado. O fato de ver a morte de perto levou o cantor a refletir sobre o valor da vida, decidindo reassumir sua carreira de cantor, com gravações e shows ao vivo, como forma de contribuir para um futuro melhor para a humanidade. Gravou então mais vinte canções, e compilou o álbum "The Story of Demis Roussos". Paralelamente, Roussos participou em eventos voltados para soluções de problemas humanos, como, por exemplo, o fórum pela paz e desarmamento (Kremlin, Moscou, em fevereiro de 1987). Preocupado com problemas ambientais, participou também da Reunião de Cúpula da Terra, no Rio de Janeiro.
A partir de 2004, Demis Roussos viveu uma vida mais sossegada à beira-mar em algum lugar da Grécia, gozando os louros de ser considerado um dos cantores mais talentosos do século XX.
Em 2005, após 25 anos, Demis Roussos retornou ao Brasil e fez três apresentações.
Seu último disco foi lançado em 2009.

### Parceria com Vangelis
Com o final do Aphrodite's Child, Demis continuou a gravar com Vangelis, seu ex-colega de banda. Publicaram os álbuns Sex Power (1970), Magic Together (1977). A obra de maior sucesso da dupla foi Race to the End, vocalmente adaptada da trilha sonora do filme Chariots of Fire. Roussos também participou como convidado da trilha sonora do filme O Caçador de Andróides (Blade Runner) (1982), filme cult considerado o melhor da década de 1980.
Roussos faleceu no dia 25 de janeiro de 2015, após permanecer um longo período internado em um hospital de Atenas. A filha Emily (do primeiro casamento) anuncia que o pai morreu de um câncer fulminante no estômago.

### Relacionamentos
A francesa Monique foi a única mulher com a qual Demis Roussos se casou oficialmente. Com ela teve uma filha, Emily, nascida em 1970. Demis e Monique se conheceram durante um ensaio fotográfico da banda "Aphrodite's Child", a famosa sequência em que Demis, Vangelis e Lucas aparecem vestidos com túnicas gregas, e acompanhados de algumas jovens, também vestidas em trajes helênicos. O casamento duraria apenas dois anos. Empenhado em fazer viagens para promover suas músicas enquanto se lançava na carreira solo, o casal mal convivia. Através de um telefonema a Monique, Demis acabou propondo a separação. Isso não impediu que se estabelecesse amizade entre os pais de Emily, e, durante toda a vida, houve momentos de reencontros entre Demis e Monique, mas apenas como amigos.
Em 1973, Demis Roussos conheceu Dominique, que viria a se tornar sua companheira, e mãe de seu segundo filho, Cyril. Quando conheceu Dominique, ela era casada e tinha um filho, Alex. Em pouco tempo ocorreu a separação, e Dominique passou a acompanhar Demis em suas turnês, deixando o filho Alex sob os cuidados de sua mãe. Dominique também colaborava na organização da agenda do cantor, e na escolha das músicas que iriam compor seus álbuns. Participou de algumas séries fotográficas para divulgação e composição da capa de discos, incluindo algumas que se tornaram polêmicas por exibirem de forma ostensiva o luxo do palacete em que viviam. A união durou até 1983, quando a carreira de Demis Roussos já não tinha o mesmo destaque que obtivera nos anos 1970s. Na ocasião da separação, o casal enfrentou um polêmico período de brigas judiciais buscando a guarda de Cyril. Demis Roussos ganharia a guarda do filho, e, algum tempo depois também se estabeleceria um clima de amizade com Dominique.
De 1985 a 1994, Demis Roussos esteve em um relacionamento com a norte-americana Pamela. Com esta Demis se estabeleceu na residência em que moraria até seus últimos dias, na Grécia.
Após a separação com Pamela, Demis conheceria a francesa Marie, com a qual conviveu até sua morte.

### Filhos
Emily Roussos - nascida em 1970. Por volta dos 20 anos, Emily chegou a tentar a carreira de cantora, seguindo os passos do pai. Não foi bem-sucedida e acabou se dedicando a filmagens. Em 2012 viajou com Demis para Alexandria, Paris e Atenas, onde filmou um documentário sobre a vida do cantor, que somente foi lançado na inauguração do museu dedicado ao pai, na Holanda, em 2016.
Cyril Roussos - nascido em setembro de 1975, Cyril alcançou renome na Grécia, como DJ e desenvolvedor de outras atividades voltadas à música.

## Galeria

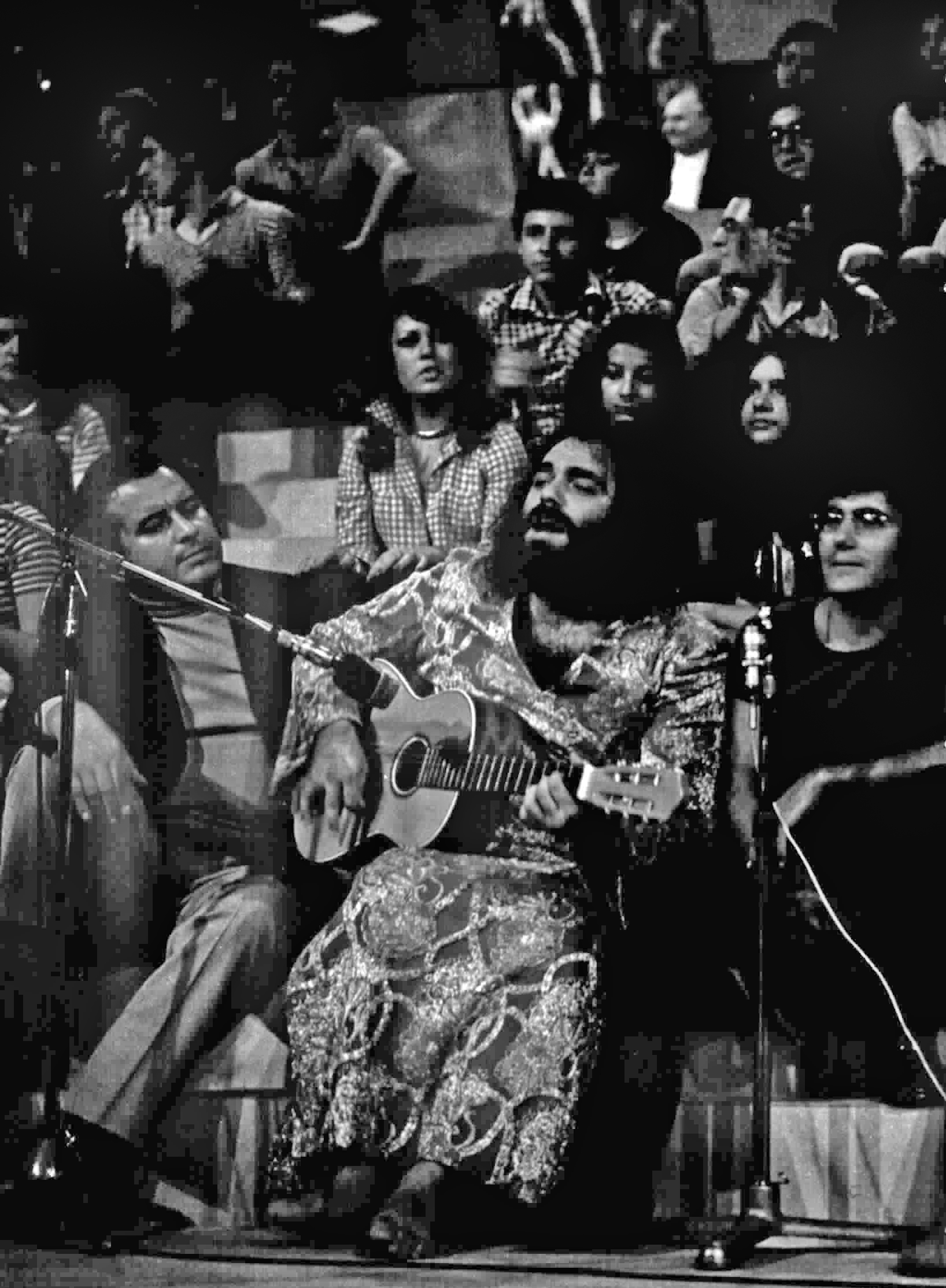
Demis Roussos  1972.
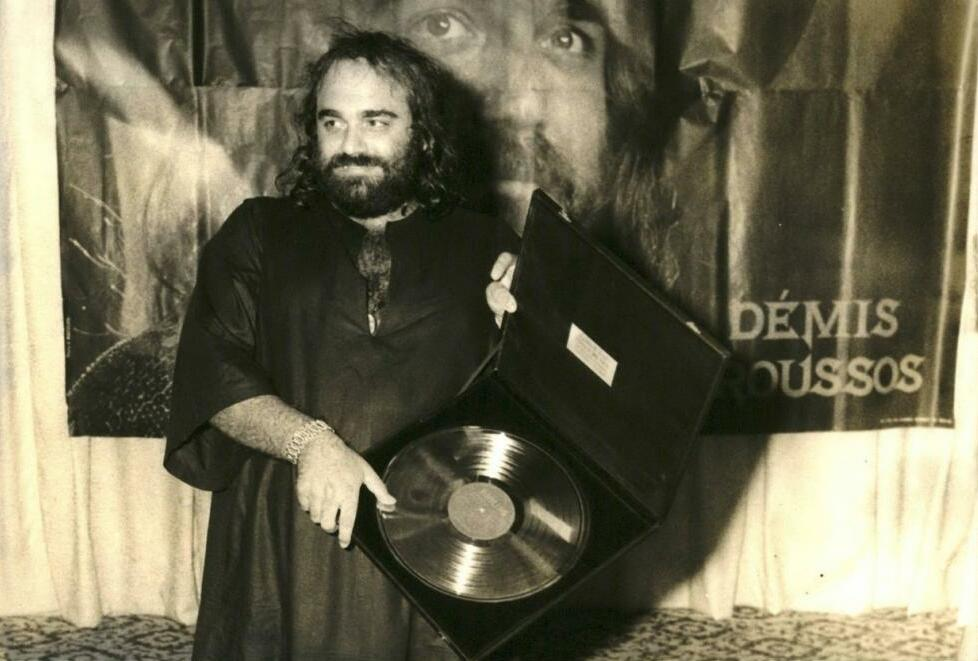
Demis Roussos 1975.
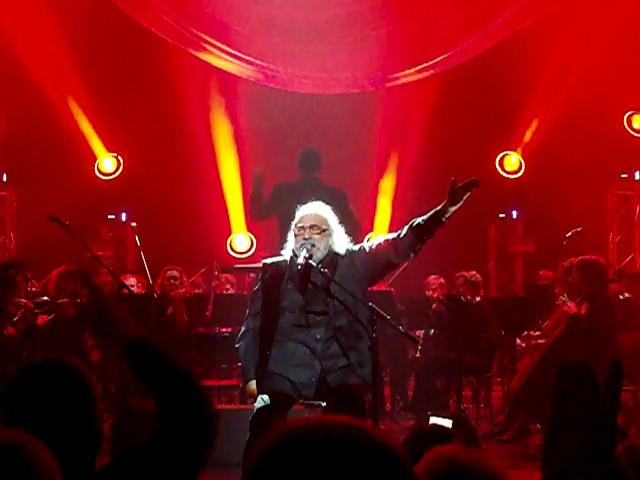
Demis Roussos, Kiev 2012.

## Discografia
1. " On the Greek Side of My Mind" -
2. " Forever And Ever " – (1973);
3. " My Only Fascination " -
4. " Auf Wiederseh’n " -
5. " Souvenirs " -
6. " Die Nacht und der Wein " -
7. " Happy to Be " -
8. " Kyrila " -
9. " The Demis Roussos Magic " -
10. " Ainsi Soit-il " -
11. " Demis Roussos " -
12. " Man of the World " -
13. " Demis " -
14. " Reflection " -
15. " Senza Tempo " -
16. " The Story of Demis Roussos " -
17. " Come all ye Faithful " -
18. " Le Grec " -
19. " Voice and Vision " -
20. " Insight " – (1993)
21. " Demis Roussos in Holland " -
22. " Immortel " -
23. " Serenade " -
24. " Mon îl " -
25. " Auf meinen Wegen " -
26. " Demis Roussos - Live in Brazil - 2006 " -